# Monoloxis graphitalis
Monoloxis graphitalis is een vlinder uit de familie van de snuitmotten (Pyralidae). De wetenschappelijke naam van de soort is voor het eerst geldig gepubliceerd door Felder & Rogenhofer.